# Valentin Streuber

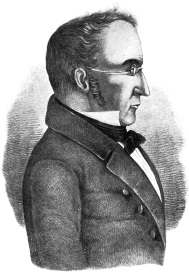
Valentin Streuber

Valentin Streuber (* 17. August 1798; † 11. Oktober 1849 in Mannheim) war Teilnehmer an der Badischen Revolution 1848/1849.
Streuber war Mehlwaagmeister und Mehlhändler in Mannheim. Er war Vorsitzender der deutsch-katholischen (heute freireligiösen) Gemeinde der Stadt und von 1842 bis 1848 Mitglied des Gemeinderates.
Streuber profilierte sich früh als Demokrat. 1847 war er einer der Unterzeichner des Aufrufs zur Offenburger Versammlung. Er wurde zum zweiten Bürgermeister von Mannheim gewählt, jedoch von der großherzoglichen Regierung abgelehnt.
1848 wurde er Hauptmann der Bürgerwehr, die sich in der Reichsverfassungskampagne der Revolution anschloss. Nach der Niederlage der Revolutionsarmee gegen preußische Truppen wurde Streuber am 26. Juni 1849 in Heidelberg verhaftet und am 9. Oktober 1849 von einem Standgericht als Rädelsführer wegen Hochverrats zum Tode verurteilt.

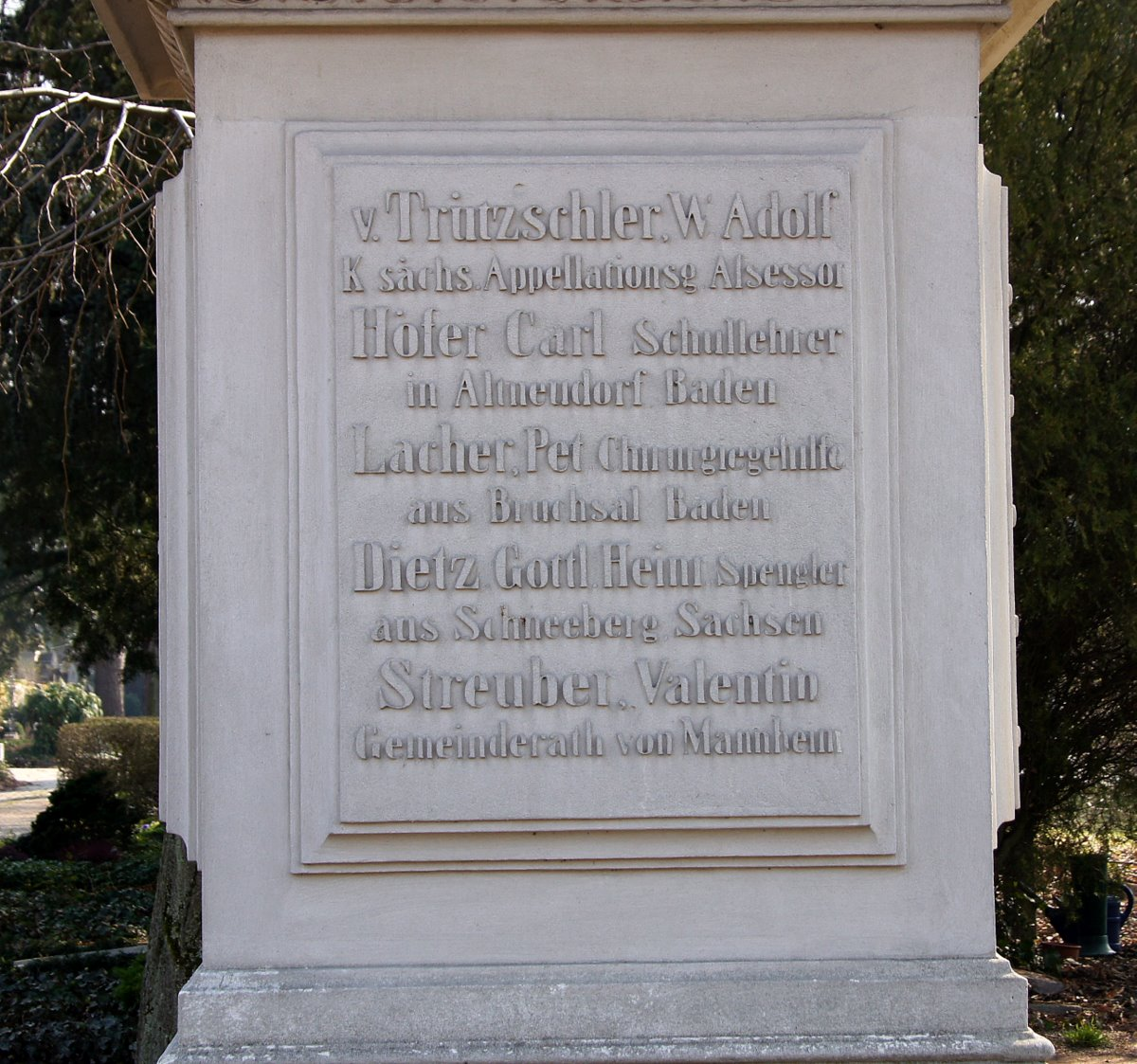
Detail auf dem Ehrengrab für die 1849 erschossenen

Am 11. Oktober 1849 wurde Streuber auf dem Mannheimer Hauptfriedhof durch ein preußisches Exekutionskommando erschossen. Insgesamt exekutierte die preußische Armee 23 Revolutionäre in Baden.
In Mannheim wurde die Valentin-Streuber-Straße im Stadtteil Almenhof nach ihm benannt. Auf dem Mannheimer Hauptfriedhof befindet sich ein Obelisk, der den erschossenen Freiheitskämpfern gewidmet ist (Adolf von Trützschler, Karl Höfer, Peter Lacher, Gottlieb Heinrich Dietz, Valentin Streuber).